# Angelo Mundula
Angelo Mundula (Sassari, 16 gennaio 1934 – Sassari, 28 luglio 2015) è stato un poeta italiano.

## Biografia
Angelo Mundula è nato a Sassari, dove ha esercitato la professione di avvocato. Ha pubblicato i seguenti libri di poesia: Il colore della verità (Padova, Rebellato, 1969 ); Un volo di farfalla (Pisa, Giardini, 1973); Dal tempo all’eterno (Firenze, Nuovedizioni Vallecchi, 1979); Ma dicendo Fiorenza (Milano, Spirali, 1982); Picasso fortemente mi ama ( Firenze, Nuovedizioni Vallecchi, 1987 ); Il vuoto e il desiderio (Catania, Prova d’autore, 1990); Per mare (Cittadella di Padova, Amadeus, 1993). Della sua nutrita bibliografia critica si ricordano i saggi e le note critiche di Carlo Betocchi (“ L’approdo radiofonico “), Giorgio Bàrberi Squarotti (Storia della civiltà letteraria italiana, UTET), Enzo Fabiani (Gente), Giuliano Gramigna (Corriere della sera), Achille di Giacomo (Il Tempo), Stefano Jacomuzzi (La Stampa-Tuttolibri), Mario Luzi (Il Giornale), Alberico Sala (Corriere della sera), Ferruccio Ulivi (L’Osservatore Romano), Giuseppe Marchetti e Giancarlo Pandini (Gazzetta di Parma), Vittorio Vettori (Il Telegrafo), Franco Loi (Il Sole 24 ore), Alberto Mario Moriconi (Il Mattino), Paolo Ruffilli (Il Resto del Carlino), Alberto Cappi (Gazzetta di Modena), Bruno Rombi (L’Unione Sarda), Gilberto Finzi (Il Giorno), Paolo Briganti (Il Piccolo e Poesia & C., Zanichelli), Sergio Pautasso (Gli anni ottanta e la letteratura, Rizzoli), Achille Serrao (“Ponte rotto “), Oliver Friggieri (The Sunday Times), Carmelo Mezzasalma (Città di vita), Paolo Briganti (Lunarionuovo), Vico Faggi (Il ragguaglio Librario), Leonardo Sole (Hellas), Mario Casu (Hellas), Domenico Cara (Il Lettore di provincia), Bruno Rombi (Arte Stampa), Pietro Civitareale (Il secondo rinascimento), Mario Specchio (Il secondo rinascimento), Guido Zavanone (Resine). Mundula collabora, fin da giovanissimo, con molti giornali. Da ultimo, con Il Giorno, La Stampa, L’Unione Sarda, L’Osservatore Romano. Ha scritto qualche articolo culturale per il Corriere della sera.
È presente in alcune importanti letterature e antologie come: Poesia & C. – Zanichelli; Gli anni ottanta e la letteratura – Rizzoli; La poesia religiosa italiana – Piemme; Storia della civiltà letteraria italiana – UTET; Letteratura e lingue in Sardegna – Edes; Annuario 1991 – Rizzoli; Storia d’Italia – Le regioni d’Italia dall’unità ad oggi – La Sardegna – Einaudi; Melodie della terra – Crocetti; Sardegna (letteratura delle regioni d’Italia) – Editrice La Scuola; Yale Italian Poetry – Yale University. Il suo nome figura nell’Enciclopedia Universale Rizzoli-Larousse alla voce ‘ simbolismo ‘, e, insieme a Giorgio Bàrberi Squarotti e Giuliano Gramigna in una sorta di provocatoria antologia intitolata La quarta triade, uscita da Spirali È pure presente nell’antologia italo-portoghese Reflexos da Poesia contemporânea do Brasil, França, Italia e Portugal di Jean Paul Mestas, Universitària Editora. È stato tradotto, altresì, in maltese, rumeno , macedone, francese e portoghese.
Sue poesie sono state pubblicate su numerose riviste, tra le quali L’approdo letterario e radiofonico, La fiera letteraria, Altri termini, Il lettore di provincia, L’Albero, Astolfo, Il Belpaese, Origini, Carte d’Europa, La cifra, La Corte, Galleria, Hellas, L’immaginazione, L’ozio letterario, Pagine, Resine, Spirali e Spirales, Lunarionuovo e tant’altre. Sono anche apparse sui quotidiani Il Giornale di Montanelli, Corriere della Sera, L’Osservatore Romano e sui settimanali Epoca e Grazia. Ha esplicitato “ perché scriva poesie “ in un'intervista raccolta da il Verri n.15 del gennaio 2.000.
Mundula ha vinto il premio Val di Comino ed è stato tra i vincitori del ‘ Circe-Sabaudia ‘. Ha avuto il Premio Dessì, premio speciale della Giuria.
Bàrberi Squarotti l’ha definito, nella Storia della civiltà letteraria della UTET, “ uno dei maggiori poeti del cinquantennio che volge alla conclusione “ e Gramigna, parlandone sul Corriere della Sera, l’ha collocato nella “ prima fila della poesia italiana contemporanea “. Mezzasalma ha parlato di lui come di “ un grande poeta cristiano “
e Achille Serrao ha parlato della sua poesia come di “ un capitolo centrale nella storia letteraria del Novecento, della quale solo occasionalmente s’è colta l’alta suggestione e la grande autorità”.
Nel febbraio 1998 sono state raccolte due annate di articoli apparsi sull’Osservatore Romano con il titolo Tra letteratura e fede (Edizioni Feeria), ampiamente recensiti dalla stampa continentale e dall’Unione Sarda.
Angelo Mundula dedica, ormai da molti anni, una particolare attenzione alla poesia dialettale delle regioni d’Italia, scrivendone per i giornali e per le antologie. Suoi sono il saggio e le note introduttive ai poeti della Sardegna nell’antologia: Dialect poetry of southern Italy uscita a New York a cura del Brooklyn College, in tre lingue (dialetto, italiano, inglese).

## Opere

### Poesia
- Il colore della verità (1969)
- Un volo di farfalla (1973)
- Dal tempo all'eterno (1979)
- Ma dicendo Fiorenza (1982)
- Picasso fortemente mi ama (1987)
- Il vuoto e il desiderio (1990)
- Per mare (1993)
- (con Giorgio Bàrberi Squarotti e Giuliano Gramigna) La quarta triade (2000)
- Americhe infinite (2001)
- Vita del gatto Romeo detto anche Meo (2005)
- Il Cantiere e altri luoghi (2006).

### Prosa
- Tra letteratura e fede (1998)
- L'altra Sardegna (2003).
- Dialoghi (2011).
- L'infinita ricerca - in prosa e poesia alla caccia di Dio (2014).